# بي جي بي
بي جي بي (بالإنجليزية: PGP)‏ أو خصوصية جيدة جداً (بالإنجليزية: Pretty Good Privacy)‏ هو برنامج حاسوبي يقدم تشفيراً (أو تعمية) للخصوصيات والتوثيقات. يستخدم بي جي بي عادة لتوقيع وتشفير وفك تشفير البريد الإلكتروني لزيادة سرية الاتصالات عبر البريد الإلكتروني، وقد أنشئ هذ المفاتح المبرمج فيل زيمرمان.
بي جي بي والبرامج المماثلة تتبع معيار أوبن بي جي بي (RFC 4880) لتشفير وفك تشفير البيانات.
وكثيرا ما يستخدم بغب للتوقيع، تشفير وفك تشفير رسائل البريد الإلكتروني لزيادة أمن البريد الإلكتروني والاتصالات. وقد أنشئ من قبل فيليب زيمرمان في عام 1991.
بغب والمنتجات المماثلة اتباع معيار OpenPGP (RFC 4880) لتشفير وفك تشفير البيانات.